# Боаз и Яхин
Боаз и Яхин, в Синодальном переводе Иахин и Воаз (ивр. בועז‎ и יכין), — два медных, латунных или бронзовых столба, которые, согласно Библии, стояли в притворе Храма Соломона — Первого Храма в Иерусалиме.

## Описание
Переводятся с иврита, буквально, как: «Боаз» (Воаз) — «В нём — сила»; «Яхин» (Иахин) — «Он утвердит».
Описание создания столбов Боаз и Яхин приводится в библейской Третьей Книге Царств (гл. 7, ст.ст. 15 — 21). В Писании сообщается, что столбы Боаз и Яхин строил Хирам, «сын одной вдовы» и медника, жителя Тира (3 Цар. 7:14).
Боаз стоял слева, а Яхин ('основание', тиберийский иврит יָכִין Йохин) стоял справа. Столбы имели размер около 6 футов (1,8 м) в толщину и 27 футов (8,2 метра) в высоту. 8-футовая (2,4 м) капитель, выполненная из латуни, была верхней частью колонны, которая была украшена лилиями, выполненными также из латуни.
Оригинальные измерения взяты из Библии и измерялись в локтях, которые зафиксировали, что столбы имели восемнадцать локтей в высоту и двенадцать локтей вокруг в окружности. Внутри они были полые, в 4 пальца толщиной (Иер. 52:21-22). Плетёная корзина стояла на каждой капители, украшенная нагромождением из двухсот плодов граната. Каждый столб был обвит семью цепями для каждого венца и увенчан лилиями.

## В масонстве
«Врата для посвящаемого, выход к свету для ищущего, колонны Храма Иерусалимского». Б:. — Северная колонна и Я:. — Южная колонна. Символические колонны напоминают исписанные иероглифами обелиски, которые возвышались перед египетскими храмами. Их находят и в двух округлых порталах готических соборов.
<…> Северная колонна также символизирует разрушение, первозданный Хаос; Южная — созидание, упорядоченность, систему, внутреннюю взаимосвязь. Это Земля и Космос, Chaos и Amber. Между колоннами могут изображаться ступени, которые символизируют испытания и очищение стихиями при получении масонского посвящения.

## Аналогичные постройки
Романская церковь Санта-Мария Маджиоре в Тускании имеет углублённый вход, около которого стоит пара каменных колонн, предназначенных, чтобы представлять собой исторические колонны — Боаз и Яхин.

## В популярной культуре
Некоторые варианты карт Таро изображают верховную жрицу в виде Боаз и Яхин. Карта появилась в колоде путешествующего мексиканского шоумена в романе Кормака Маккарти «Кровавый меридиан»: «Женщина сидела как ослепшая собеседница между колонн Боаз и Яхин, начертанных на одной карте в колоде жонглёра, чтобы они не увидели света, истинные столпы и истинная карта, пророчица для всех».
Роман Рассела Хобана: «Лев Боаз-Яхина и Яхин-Боаза».
Яхин — город на юго-западе США в штате Джорджия, берёт своё название от соответствующей колонны.
В романе Дэна Брауна «Утраченный символ» у злодея Мал’ах (Захарий Соломон) были татуированы обе ноги в виде колонн Боаз и Яхин.
Столбы упоминаются в третьей части («Храмлаг») романа Виктора Пелевина «Лампа Мафусаила, или Крайняя битва чекистов с масонами»: «По краям площадки стоят колонны Боаз и Яхин, натертые моржовым салом».

## Галерея

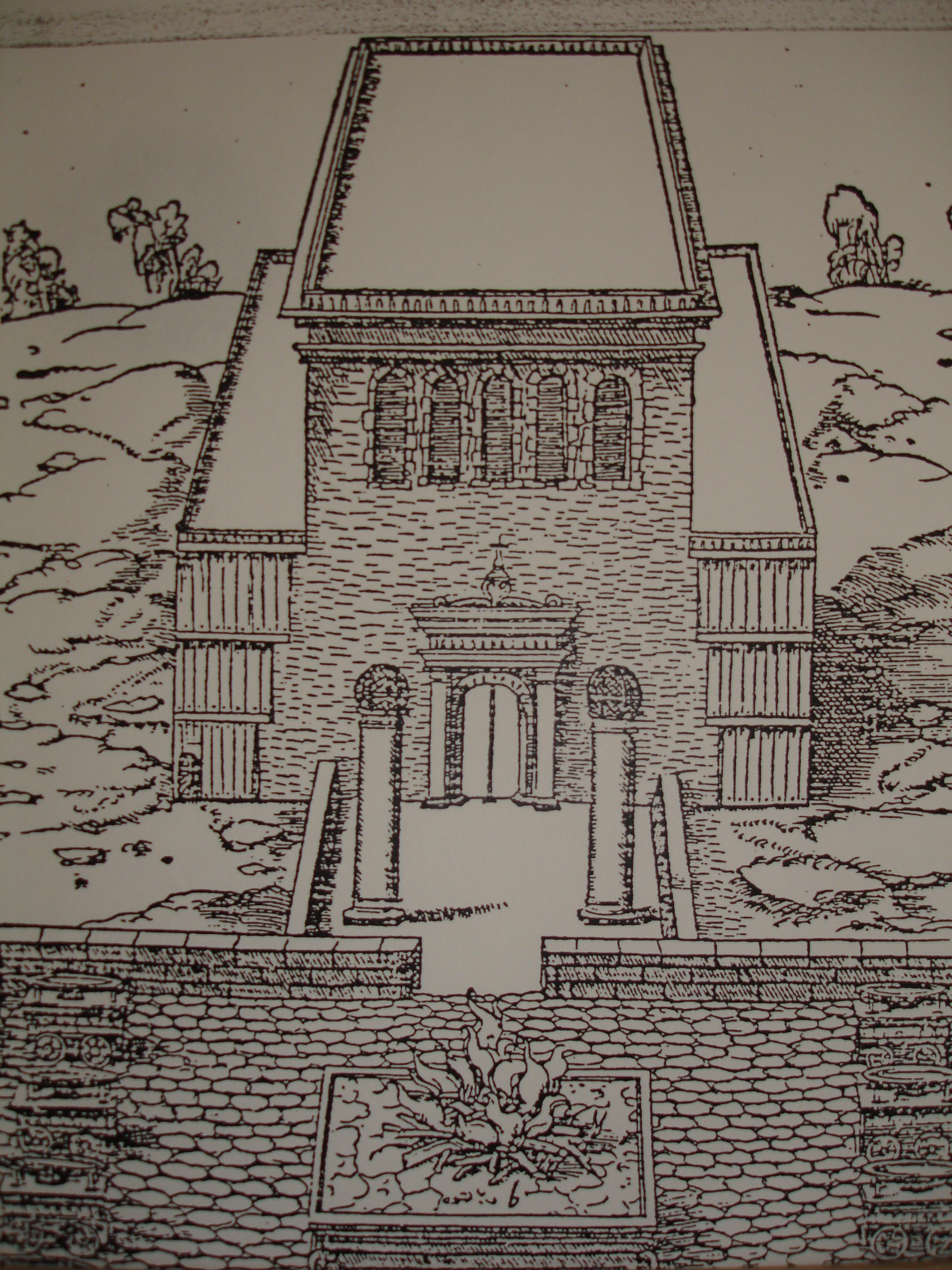
Храм Соломона
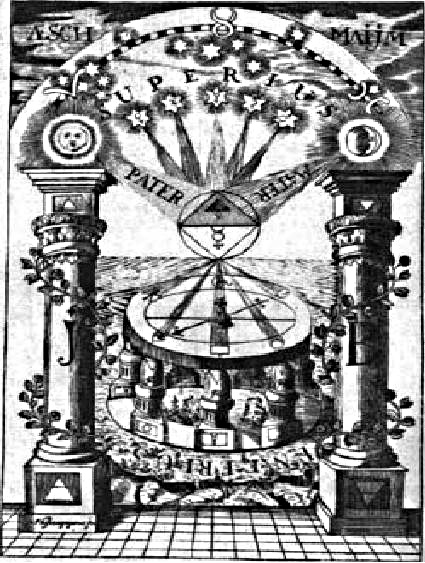
Боаз и Яхин на алхимической диаграмме
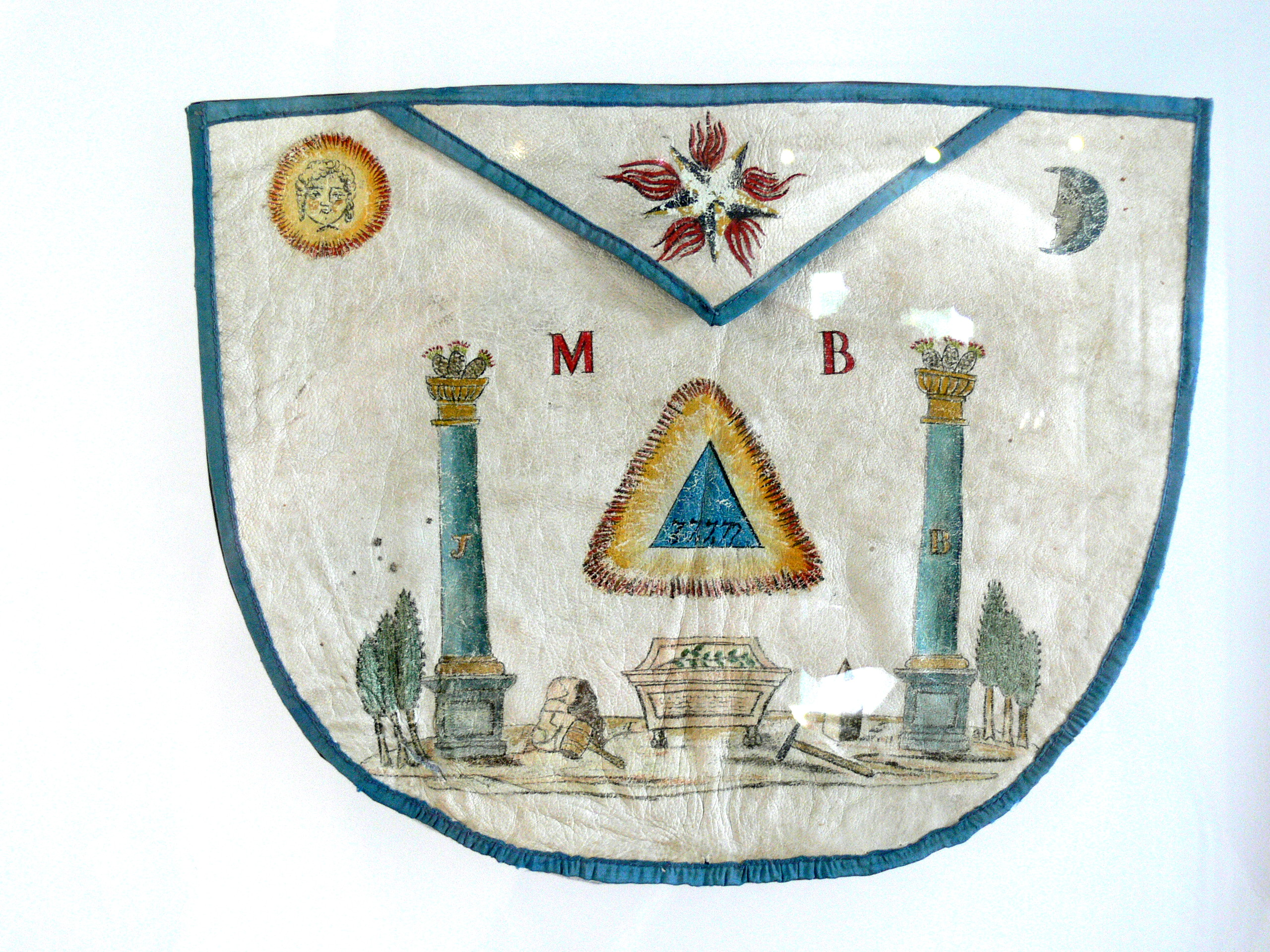
Колонны Б и Я на масонском фартуке
Расположение колонн Б и Я в масонской ложе
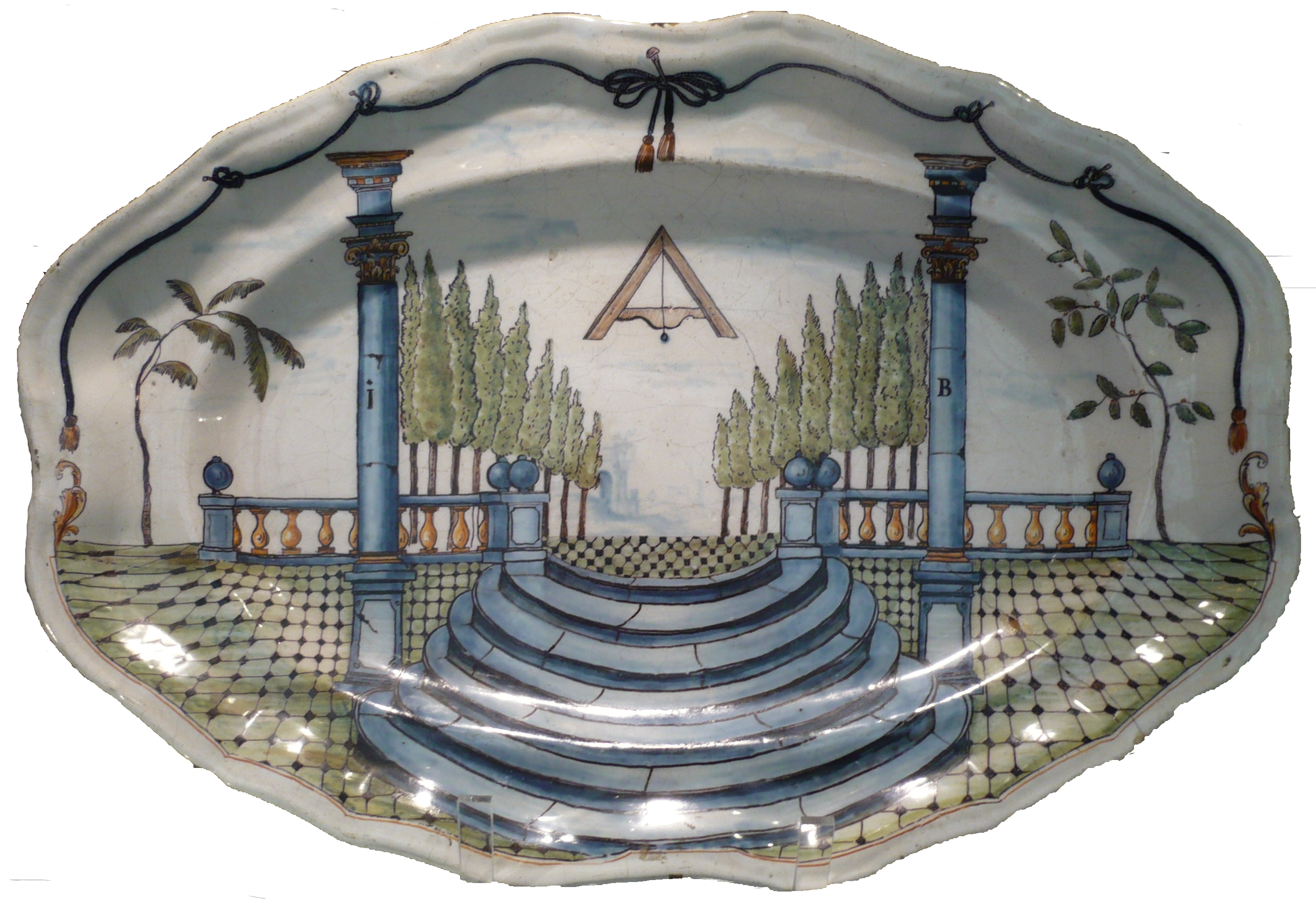
Колонны Б и Я на масонском блюде (XVIII век)